# Газоль, Марк
Ма́рк Газо́ль (кат. Marc Gasol; родился 29 января 1985 года в городе Барселона, Испания) — испанский профессиональный баскетболист, выступавший за клуб НБА «Лос-Анджелес Лейкерс» и национальную сборную Испании. Является воспитанником «Барселоны», за которую профессионально выступал с 2004 по 2006 годы, также выступал за «Жирону» (клуб существовал до 2013 года) и за собственный баскетбольный клуб «Жирона». Был выбран под 48-м номером на драфте НБА 2007 года клубом «Лос-Анджелес Лейкерс», в феврале 2008 года права на Марка, который ещё выступал в Европе, были переданы «Мемфис Гриззлис» как часть сделки по переходу его старшего брата Пау в «Лейкерс». С сезона 2008/2009 выступает в НБА, по итогам своего дебютного сезона был включён во вторую сборную новичков НБА. Серебряный призёр Олимпийских игр 2008 года, чемпион мира 2006 и 2019 годов и Европы 2009 года, чемпион НБА (2019).

## Карьера в Европе
После окончания университета Лозанны, Газоль вернулся на родину в Испанию, чтобы играть в Лиге ACB за «Барселону». После его уверенной игры на чемпионате мира по баскетболу 2006, Газоль принял предложение от Жироны, где отыграл два сезона и был назван Самым полезным игроком лиги ACB 2008 года. Во время выступлений за «Жирону» Марк выставил свою кандидатуру на драфт НБА 2007 года и был выбран под 48-м общим номером командой «Лос-Анджелес Лейкерс».

## Карьера в НБА
Газоль был выбран на драфте НБА 2007 года во втором раунде под 48-м пиком командой «Лос-Анджелес Лейкерс». С 1 февраля 2008 года, его права перешли от «Лейкерс» к «Мемфис Гриззлис» как часть сделки по переходу его старшего брата, Пау Газоля, который отправился в «Лейкерс». Единственный случай в НБА, когда брат был обменян на брата. 23 июня 2008 года Марк подписал контракт с «Мемфисом».

### Мемфис Гриззлис (2008—2019)

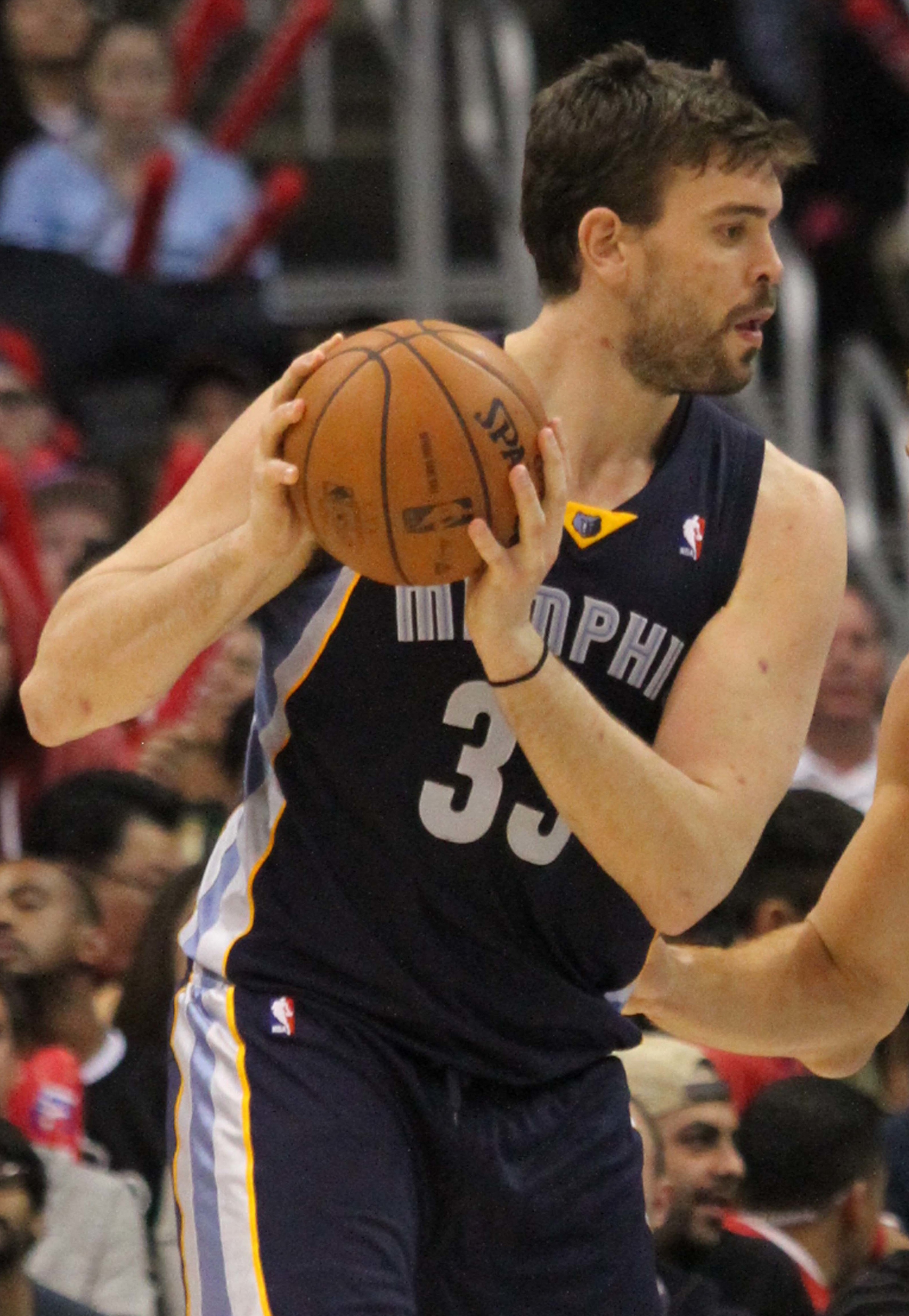
Газоль в составе «Гриззлис» в 2013 году

Марк Газоль дебютировал в НБА в сезоне 2008/09, сразу став основным центровым «Гризлис». В дебютный сезон Марк попал во вторую сборную новичков (2009), забивая более 10 очков в 10 играх подряд. Газоль побил рекорд франшизы достигнув, как новобранец, самых высоких показателей реализации бросков с игры — 53 %. Предыдущий рекорд принадлежал его старшему брату Пау (51,8 %).

#### Сезон2010/11
Марк набирал в среднем 11,7 очков и 7,0 подборов во время 81 игр регулярного сезона выходил в стартовой пятёрке. В плей-офф 2011 года Газоль набирал в среднем 15 очков, 11,2 подборов и 2,2 передач, помогая «Гриззлис» преодолеть в первом раунде более высоко посеянных «Сан-Антонио Спёрс», затем уступив «Оклахома-Сити Тандер» в семи матчах полуфинала конференции. Он занял второе место по подборам за игру и третьем с 2,15 блоков за игру в плей-офф. В межсезонье Мемфис сделал квалификационное предложение ограниченно свободному агенту Марку Газолю.

#### Сезон2011/12
В декабре 2011 года Газоль подписал четырёхлетний год $ 58 миллионов с «Мемфисом». В течение недели 16-22 января, Газоль привел «Гриззлис» к победам во всех играх недели 4-0, набирая в среднем 19,5 очка, 9,8 подбора, 4,5 передач, и 2,5 блоков. Газоль сделал дабл-дабл в этих четырёх играх, что принесло ему звание игрока недели Западной Конференции. Впервые принял участие в Матч всех звёзд, как игрок резерва.

#### Сезон 2012/2013
Газоль был назван Лучшим оборонительным игроком НБА сезона 2012/13. Он делал в среднем 1,7 блок-шота и 1,0 перехвата за игру в течение сезона, что сделало его одним из шести игроков делавших в среднем не менее 1,5 блок-шота и 1,0 перехвата за игру. Согласно оценке NBA.com Газоль занял второе место среди центровых лиги.

### Торонто Рэпторс (2019—2020)
7 февраля 2019 года Газоль был обменян в «Торонто Рэпторс» на Си Джейя Майлза, Йонаса Валанчюнаса, Делона Райта и выбор во втором раунде драфта 2024 года. Через 2 дня он уже дебютировал за «Рэпторс» в матче против «Нью-Йорк Никс», в котором набрал 7 очков и 6 подборов за 17 минут игрового времени. Газоль вскоре стал стартовым игроком своего нового клуба. Он помог «Торонто» дойти до финала НБА, в котором «Рэпторс» в 6 играх обыграли «Голден Стэйт Уорриорз». Марк и его брат Пау стали первыми в истории НБА братьями, которым удалось стать чемпионами лиги (Пау брал чемпионства в 2009 и 2010 годах).
26 июня 2019 года Марк Газоль воспользовался опцией игрока на 25,6 млн долларов и продлил соглашение с «Торонто Рэпторс» ещё на сезон.

### Лос-Анджелес Лейкерс (2020—2021)
24 ноября 2020 года Газоль подписал контракт с «Лос-Анджелес Лейкерс». В сезоне-2020/21 бигмен набирал 5,0 очка, 4,1 подбора и 2,1 передачи в среднем за игру. Газоль стал свободным агентом в межсезонье-2021 после того, как «Лейкерс» обменяли его в «Мемфис», а клуб из Теннесси отчислил испанца.

## Карьера в сборная Испании

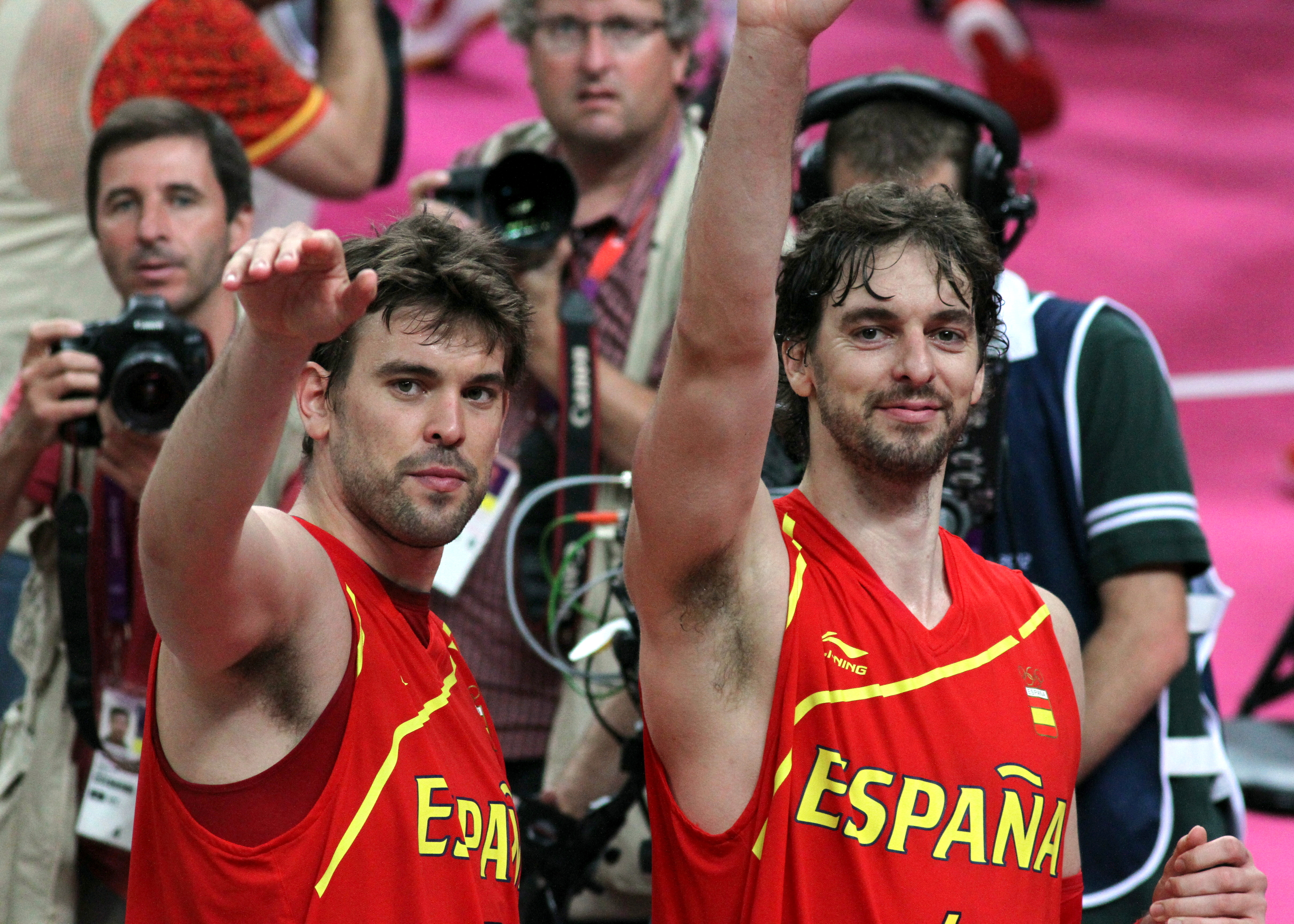
Марк и Пау Газоль на Олимпийских играх 2012 года в Лондоне.

За основную сборную Испании Марк Газоль выступает с 2006 года. В составе команды стал двукратным чемпионом мира (2006, 2019), двукратным чемпионом Европы (2009, 2011), серебряным призёром Чемпионата Европы 2007 и двукратным серебряным призёром Олимпийских игр (2008, 2012). Летом 2021 года объявил о завершении выступлений за сборную после того как в 1/4 финала олимпийского турнира в Токио Испания потерпела поражение от США со счетом 81:95.

## Награды и достижения

### США
- Мистер Баскетбол второго спортивного дивизиона среди средних школ Теннесси (2003)
- включён во вторую сборную новичков НБА (2008/09)
- участник матча всех звёзд НБА (2012)
- чемпион НБА (2019)
- в клубе «Мемфис Гриззлис» навечно закреплён номер 33 (2024)[14]

### Испания
- Чемпион Испании (2004)
- Обладатель Суперкубка Испании (2004)
- Чемпион Кубка вызова ФИБА (2007)
- Победитель Каталонского турнира (2007)
- Самый ценный игрок чемпионата Испании (2008)

#### Испанская национальная сборная
- Золотая медаль на чемпионате мира по баскетболу (2006)
- Золотая медаль на чемпионате мира по баскетболу (2019), включён в символическую сборную чемпионата
- Серебряный призёр чемпионата Европы по баскетболу (2007)
- Серебряный призёр Олимпийских игр (2008)
- Золотая медаль на чемпионате Европы по баскетболу (2009)
- Золотая медаль на чемпионате Европы по баскетболу (2011)
- Серебряный призёр Олимпийских игр (2012)

## Статистика

### Статистика в НБА
| Сезон                                                                                    | Команда | Регулярный сезон | Регулярный сезон | Регулярный сезон | Регулярный сезон | Регулярный сезон | Регулярный сезон | Регулярный сезон | Регулярный сезон | Регулярный сезон | Регулярный сезон | Регулярный сезон | Серия плей-офф | Серия плей-офф | Серия плей-офф | Серия плей-офф | Серия плей-офф | Серия плей-офф | Серия плей-офф | Серия плей-офф | Серия плей-офф | Серия плей-офф | Серия плей-офф |
| Сезон                                                                                    | Команда | GP               | GS               | MPG              | FG%              | 3P%              | FT%              | RPG              | APG              | SPG              | BPG              | PPG              | GP             | GS             | MPG            | FG%            | 3P%            | FT%            | RPG            | APG            | SPG            | BPG            | PPG            |
| ---------------------------------------------------------------------------------------- | ------- | ---------------- | ---------------- | ---------------- | ---------------- | ---------------- | ---------------- | ---------------- | ---------------- | ---------------- | ---------------- | ---------------- | -------------- | -------------- | -------------- | -------------- | -------------- | -------------- | -------------- | -------------- | -------------- | -------------- | -------------- |
| 2008/09                                                                                  | Мемфис  | 82               | 75               | 30,7             | 53,0             | 0,0              | 73,3             | 7,4              | 1,7              | 0,8              | 1,1              | 11,9             | Не участвовал  | Не участвовал  | Не участвовал  | Не участвовал  | Не участвовал  | Не участвовал  | Не участвовал  | Не участвовал  | Не участвовал  | Не участвовал  | Не участвовал  |
| 2009/10                                                                                  | Мемфис  | 69               | 69               | 35,8             | 58,1             | 0,0              | 67,0             | 9,3              | 2,4              | 1,0              | 1,6              | 14,6             | Не участвовал  | Не участвовал  | Не участвовал  | Не участвовал  | Не участвовал  | Не участвовал  | Не участвовал  | Не участвовал  | Не участвовал  | Не участвовал  | Не участвовал  |
| 2010/11                                                                                  | Мемфис  | 81               | 81               | 31,9             | 52,7             | 42,9             | 74,8             | 7,0              | 2,5              | 0,9              | 1,7              | 11,7             | 13             | 13             | 39,9           | 51,1           | 0,0            | 69,9           | 11,2           | 2,2            | 1,1            | 2,2            | 15,0           |
| 2011/12                                                                                  | Мемфис  | 65               | 65               | 36,5             | 48,2             | 8,3              | 74,8             | 8,9              | 3,1              | 1,0              | 1,9              | 14,6             | 7              | 7              | 37,3           | 52,2           | 0,0            | 79,1           | 6,7            | 3,1            | 0,3            | 1,9            | 15,1           |
| 2012/13                                                                                  | Мемфис  | 80               | 80               | 35,0             | 49,4             | 7,1              | 84,8             | 7,8              | 4,0              | 1,0              | 1,7              | 14,1             | 15             | 15             | 40,6           | 45,4           | -              | 80,0           | 8,5            | 3,2            | 0,9            | 2,2            | 17,2           |
| 2013/14                                                                                  | Мемфис  | 59               | 59               | 33,4             | 47,3             | 18,2             | 76,8             | 7,2              | 3,6              | 1,0              | 1,3              | 14,6             | 7              | 7              | 42,8           | 40,5           | 0,0            | 79,4           | 7,7            | 4,4            | 1,7            | 0,9            | 17,3           |
| 2014/15                                                                                  | Мемфис  | 81               | 81               | 33,2             | 49,4             | 17,6             | 79,5             | 7,8              | 3,8              | 0,9              | 1,6              | 17,4             | 11             | 11             | 37,8           | 39,4           | 0,0            | 85,2           | 10,3           | 4,5            | 0,9            | 1,7            | 19,7           |
| 2015/16                                                                                  | Мемфис  | 52               | 52               | 34,4             | 46,4             | 66,7             | 82,9             | 7,0              | 3,8              | 1,0              | 1,3              | 16,6             | Не участвовал  | Не участвовал  | Не участвовал  | Не участвовал  | Не участвовал  | Не участвовал  | Не участвовал  | Не участвовал  | Не участвовал  | Не участвовал  | Не участвовал  |
| 2016/17                                                                                  | Мемфис  | 74               | 74               | 34,2             | 45,9             | 38,8             | 83,7             | 6,3              | 4,6              | 0,9              | 1,3              | 19,5             | 6              | 6              | 40,0           | 47,0           | 58,3           | 93,9           | 6,5            | 4,2            | 0,3            | 0,7            | 19,3           |
| 2017/18                                                                                  | Мемфис  | 73               | 73               | 33,0             | 42,0             | 34,1             | 83,4             | 8,1              | 4,2              | 0,7              | 1,4              | 17,2             | Не участвовал  | Не участвовал  | Не участвовал  | Не участвовал  | Не участвовал  | Не участвовал  | Не участвовал  | Не участвовал  | Не участвовал  | Не участвовал  | Не участвовал  |
| 2018/19                                                                                  | Мемфис  | 53               | 53               | 33,7             | 44,4             | 34,4             | 75,6             | 8,6              | 4,7              | 1,1              | 1,2              | 15,7             | Не участвовал  | Не участвовал  | Не участвовал  | Не участвовал  | Не участвовал  | Не участвовал  | Не участвовал  | Не участвовал  | Не участвовал  | Не участвовал  | Не участвовал  |
| 2018/19                                                                                  | Торонто | 26               | 19               | 24,9             | 46,5             | 44,2             | 76,9             | 6,6              | 3,9              | 0,9              | 0,9              | 9,1              | 24             | 24             | 30,6           | 42,2           | 38,2           | 87,0           | 6,4            | 3,0            | 0,9            | 1,1            | 9,4            |
| 2019/20                                                                                  | Торонто | 44               | 43               | 26,4             | 42,7             | 38,5             | 73,5             | 6,3              | 3,3              | 0,8              | 0,9              | 7,5              | 11             | 11             | 20,7           | 39,1           | 18,5           | 73,3           | 4,4            | 2,6            | 0,5            | 0,6            | 6,0            |
| 2020/21                                                                                  | Лейкерс | 52               | 42               | 19,1             | 45,4             | 41,0             | 72,0             | 4,1              | 2,1              | 0,5              | 1,1              | 5,0              | 5              | 1              | 17,5           | 61,5           | 63,6           | 75,0           | 3,8            | 3,0            | 0,8            | 0,8            | 5,2            |
|                                                                                          | Всего   | 891              | 866              | 32,2             | 48,1             | 36,0             | 77,6             | 7,4              | 3,4              | 0,9              | 1,4              | 14,0             | 99             | 95             | 34,3           | 44,4           | 36,6           | 80,8           | 7,5            | 3,2            | 0,8            | 1,4            | 13,4           |
| Наведите курсор мыши на аббревиатуры в заголовке таблицы, чтобы прочесть их расшифровку. |         |                  |                  |                  |                  |                  |                  |                  |                  |                  |                  |                  |                |                |                |                |                |                |                |                |                |                |                |

### Статистика в других лигах
| Сезон | Команда              | Лига                 | GP  | GS  | MPG  | FG%  | 3P%   | FT%  | RPG | APG | SPG | BPG | PFL | TOV | PPG  |
| --- | -------------------- | -------------------- | --- | --- | ---- | ---- | ----- | ---- | --- | --- | --- | --- | --- | --- | ---- |
| 2003/04 | Все клубы            | Все лиги             | 26  | 3   | 6,2  | 36,7 | 0,0   | 62,5 | 1,2 | 0,1 | 0,2 | 0,2 | 0,9 | 0,3 | 1,2  |
| 2003/04 | Барселона            | Чемпионат Испании    | 17  | 3   | 7,2  | 35,0 | 0,0   | 62,5 | 1,5 | 0,1 | 0,3 | 0,2 | 1,2 | 0,3 | 1,1  |
| 2003/04 | Барселона            | Евролига             | 9   | 0   | 4,2  | 40,0 | -     | 62,5 | 0,6 | 0,0 | 0,0 | 0,2 | 0,4 | 0,3 | 1,4  |
| 2004/05 | Все клубы            | Все лиги             | 25  | 8   | 16,3 | 55,7 | 0,0   | 61,5 | 3,8 | 0,6 | 0,5 | 0,8 | 2,6 | 1,0 | 4,8  |
| 2004/05 | Барселона            | Чемпионат Испании    | 19  | 5   | 16,2 | 56,7 | 0,0   | 57,9 | 3,7 | 0,6 | 0,3 | 0,9 | 2,5 | 1,1 | 4,7  |
| 2004/05 | Барселона            | Евролига             | 6   | 3   | 16,6 | 52,6 | 0,0   | 71,4 | 4,0 | 0,3 | 1,0 | 0,5 | 3,2 | 0,8 | 5,0  |
| 2005/06 | Все клубы            | Все лиги             | 36  | 1   | 8,9  | 66,1 | 100,0 | 54,7 | 2,2 | 0,3 | 0,3 | 0,6 | 1,4 | 0,7 | 3,0  |
| 2005/06 | Барселона            | Чемпионат Испании    | 23  | 1   | 9,7  | 61,5 | -     | 55,6 | 2,7 | 0,3 | 0,3 | 0,7 | 1,6 | 0,8 | 3,0  |
| 2005/06 | Барселона            | Евролига             | 13  | 0   | 7,4  | 75,0 | 100,0 | 52,9 | 1,3 | 0,3 | 0,2 | 0,3 | 1,2 | 0,4 | 3,1  |
| 2006/07 | Жирона               | Чемпионат Испании    | 37  | 24  | 22,5 | 59,4 | 41,7  | 64,8 | 5,5 | 1,2 | 0,8 | 0,9 | 2,1 | 1,3 | 10,6 |
| 2007/08 | Все клубы            | Все лиги             | 54  | 53  | 31,5 | 64,2 | 38,1  | 71,7 | 7,7 | 2,5 | 1,2 | 1,1 | 2,0 | 2,1 | 15,6 |
| 2007/08 | Жирона               | Чемпионат Испании    | 37  | 37  | 33,6 | 65,2 | 37,9  | 71,2 | 8,4 | 2,5 | 1,3 | 1,0 | 1,9 | 2,0 | 16,6 |
| 2007/08 | Жирона               | Кубок Европы         | 17  | 16  | 27,0 | 61,8 | 38,5  | 73,4 | 6,1 | 2,5 | 0,9 | 1,4 | 2,1 | 2,3 | 13,6 |
| 2021/22 | Жирона               | ЛЕБ Голд             | 25  | 25  | 25,2 | 55,8 | 46,3  | 72,8 | 8,2 | 2,6 | 1,1 | 0,7 | 1,8 | 2,0 | 14,5 |
| 2022/23 | Жирона               | Чемпионат Испании    | 30  | 26  | 24,6 | 46,3 | 29,7  | 81,4 | 5,7 | 2,8 | 0,7 | 1,3 | 1,9 | 1,6 | 10,5 |
| Всего | Всего                | Всего                | 233 | 140 | 20,6 | 57,8 | 37,7  | 69,8 | 5,1 | 1,5 | 0,7 | 0,8 | 1,8 | 1,4 | 9,3  |
| В Евролиге | В Евролиге           | В Евролиге           | 28  | 3   | 8,3  | 59,2 | 33,3  | 61,5 | 1,6 | 0,2 | 0,3 | 0,3 | 1,4 | 0,5 | 3,0  |
| В чемпионате Испании | В чемпионате Испании | В чемпионате Испании | 163 | 96  | 21,3 | 57,6 | 31,9  | 69,3 | 5,2 | 1,5 | 0,7 | 0,9 | 1,9 | 1,3 | 9,2  |
| Наведите курсор мыши на аббревиатуры в заголовке таблицы, чтобы прочесть их расшифровку Статистика приведена с сайта basketball.realgm.com |                      |                      |     |     |      |      |       |      |     |     |     |     |     |     |      |